# Ferrovia Roma-Sulmona-Pescara
La ferrovia Roma-Sulmona-Pescara è una linea ferroviaria italiana che collega Roma e Pescara attraversando il subappennino laziale e l'appennino abruzzese attraverso la città metropolitana di Roma Capitale e le province dell'Aquila, Chieti e Pescara.

## Storia
| Tratto                | Attivazione      | Attivazione |
| --------------------- | ---------------- | ----------- |
| Pescara-Popoli        | 1º marzo 1873    | [ 3 ]       |
| Popoli-Sulmona        | 1º novembre 1873 | [ 3 ]       |
| Tivoli-Mandela        | 10 dicembre 1884 | [ 3 ]       |
| Mandela-Cineto Romano | 25 novembre 1885 | [ 3 ]       |
| Roma-Tivoli           | 1º agosto 1887   | [ 3 ]       |
| Sulmona-Cineto Romano | 30 luglio 1888   | [ 3 ]       |
| Manuale               |                  |             |

L'idea di costruire una ferrovia che ricalcasse il tracciato dell'antica Via Tiburtina, da Roma a Pescara passando per Tivoli, Avezzano e Sulmona, venne formulata per la prima volta dalla società per le Strade Ferrate Meridionali all'indomani dell'unità d'Italia, su spinta dei nobili Torlonia, ma non ebbe seguito.
L'attuale ferrovia Roma-Pescara è storicamente l'unione di due tronchi costruiti in tempi diversi e per motivi diversi. Il tratto tra Pescara e Sulmona venne costruito tra il 1871 e il 1873 all'interno di un progetto diverso e rimasto incompiuto, che prevedeva di collegare Pescara a Roma passando per L'Aquila e Rieti. Solo una decina di anni più tardi venne costruito il tratto tra Sulmona e Roma, con l'intento di creare la direttrice attualmente esistente, passante per Tivoli e Avezzano.

### La costruzione del tronco Sulmona-Pescara (1871-1873)

L'originario progetto della linea Roma-L'Aquila-Pescara, all'interno del quale fu costruito il tratto Sulmona-Pescara

Nella seconda metà dell'Ottocento l'Abruzzo era ancora sprovvisto di una propria rete ferroviaria, a parte la ferrovia adriatica, ed erano allo studio varie ipotesi per collegare l'interno della regione al mare Adriatico ma soprattutto a Roma, destinata a diventare la nuova capitale.
Tra i vari tracciati che furono presi in esame, si affermò quello che prevedeva di partire da Castellammare Adriatico (odierna Pescara), giungere a L'Aquila seguendo la valle dell'Aterno, valicare l'appennino, giungere a Rieti e da qui, seguendo le valli del Turano e del Farfa, ricollegarsi alla linea per Roma già in costruzione, presso Passo Corese. Nel 1864 i municipi di Rieti e dell'Aquila si divisero i costi per far realizzare un progetto.

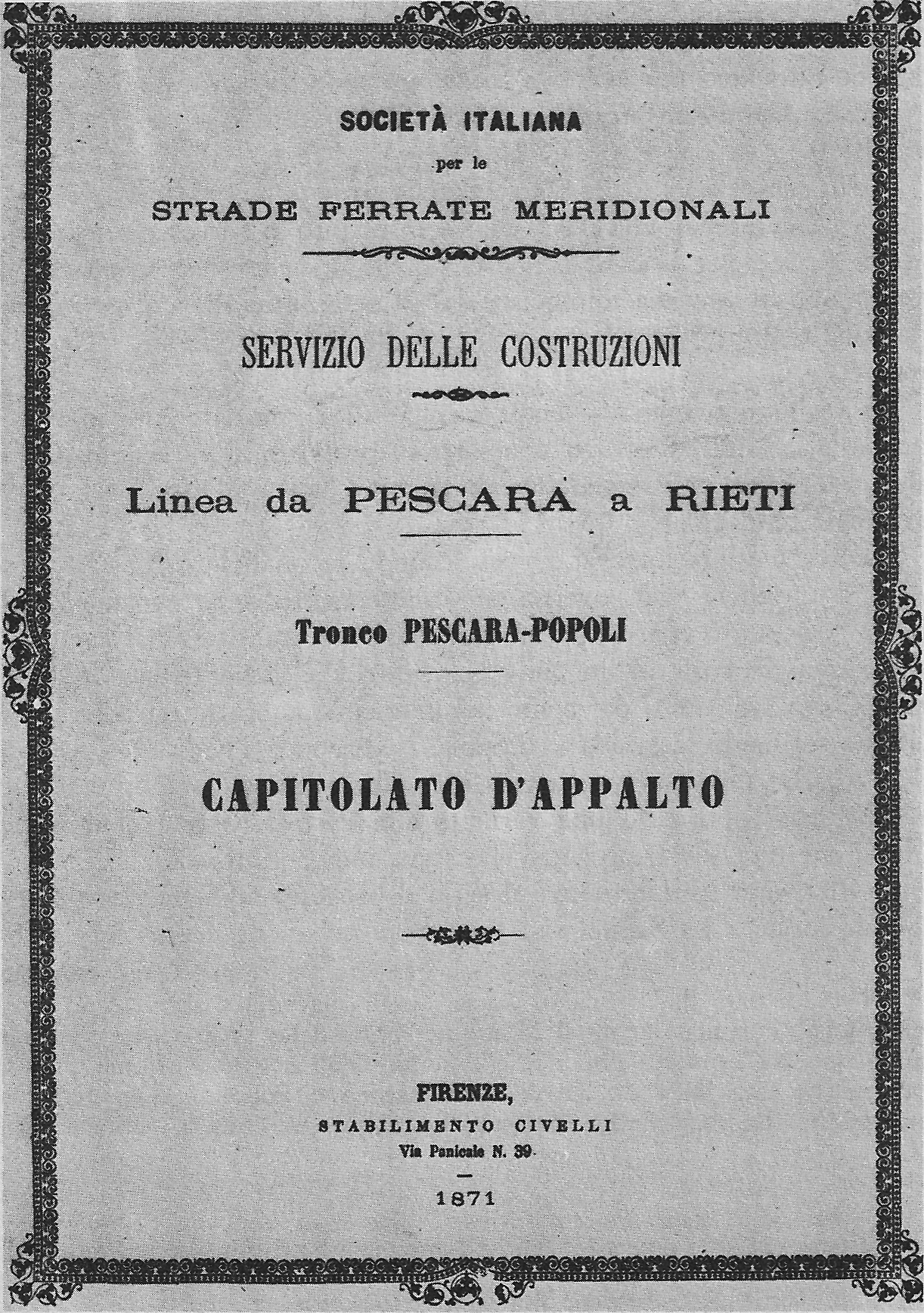
Il capitolato d'appalto del lotto Pescara-Popoli (1871), parte dell'allora linea Pescara-Rieti

L'idea fu accolta dalla legge 2279 del 14 maggio 1865, che affidava la sua costruzione in concessione alla società per le Strade Ferrate Meridionali (SFM). Tuttavia, a causa di incertezze progettuali e di pressioni da parte degli amministratori dell'Umbria, la legge riportava solo il tratto Pescara-Rieti, senza menzionare in alcun modo come dovesse continuare la linea, e questo costituì una prima tegola sul progetto della Pescara-L'Aquila-Roma.
Dopo uno stallo e vari ritardi, la linea venne riconfermata nella legge ferroviaria del 28 agosto 1870, e finalmente nel luglio del 1871 partirono i lavori. Il tratto tra Pescara e Sulmona venne inaugurato nel 1873, mentre quello tra Sulmona e L'Aquila nel 1875.

### Il ripensamento
Invece il tratto tra L'Aquila e Rieti, previsto dalle leggi del 1865 e 1870, non venne mai costruito. Questa circostanza non era dovuta a semplici ritardi, ma a una precisa scelta della SFM, che aveva deciso di non costruire quella porzione di linea.

Il barone Angeloni

A causare tale ripensamento era stato soprattutto il potente barone peligno Giuseppe Andrea Angeloni, senatore nonché grande proprietario terriero e commerciante di grano, che a partire dal 1870 aveva iniziato a perorare una proposta ferroviaria alternativa. Tale proposta prevedeva di abbandonare in toto il progetto della linea L'Aquila-Rieti, e di collegare l'Abruzzo a Roma con un'altra ferrovia, che avrebbe unito Roma a Sulmona passando per Tivoli e Avezzano, bypassando quindi sia Rieti che L'Aquila. Angeloni sosteneva che, destinando alla sua proposta i fondi già previsti per le ferrovie Rieti-L'Aquila, Termoli-Campobasso e Campobasso-Benevento, si sarebbe spesa la stessa cifra realizzando però 45 km di rete ferroviaria in più.

La proposta avanzata da Angeloni e abbracciata dalla SFM nel 1871: arrestare i lavori di costruzione a L'Aquila, rinunciando alla prosecuzione verso Rieti e Passo Corese, e realizzare al suo posto la Roma-Sulmona

A tale esito contribuì anche la presa di Roma del settembre 1870 (che impose l'urgenza di collegare tutte le regioni d'Italia alla nuova capitale e spinse la SFM ad accelerare i progetti per il collegamento Roma-Abruzzo), nonché la frammentazione in cui si trovava la rete ferroviaria nazionale (il fatto che la Roma-Passo Corese appartenesse alla Strade Ferrate Romane impedì alla Strade Ferrate Meridionali di realizzare tale collegamento passando per Rieti e Passo Corese).
La linea Roma-Sulmona proposta da Angeloni suscitò da subito l'interesse del governo, tanto che già nel settembre del 1870 il ministro Giuseppe Gadda incaricò l'ingegnere Coriolano Monti di redigerne il progetto. Lo stesso avvenne per la SFM, che iniziò a fare pressioni sul governo perché gli assegnasse la concessione necessaria per costruirla, e al contempo la sollevasse dall'obbligo contrattuale di realizzare la Rieti-L'Aquila, che riteneva ormai inutile. Il governo tuttavia esitava ad assecondare la SFM, perché non era in fin dei conti contrario a costruire la Aquila-Rieti, e si trovava in evidente imbarazzo nell'accantonare una linea votata dal parlamento per ben due volte. Inoltre le amministrazioni di Rieti e L'Aquila, che sarebbero state tagliate fuori dalla linea proposta dall'Angeloni pur avendo una popolazione molto più numerosa di Avezzano, Sulmona e Pescara, protestarono con il governo e chiesero che fosse costruita la linea Aquila-Rieti-Passo Corese come da progetto iniziale.
Questa situazione di stallo (con Sulmona e la SFM che premevano per costruire la Roma-Sulmona, e Rieti e L'Aquila che premevano per non costruirla) durò per parecchi anni, durante i quali era completo e in esercizio solo il tratto di linea che iniziava a Pescara e terminava all'Aquila, con Sulmona semplice stazione passante.

### La costruzione del tronco Roma-Sulmona (1880-1888)
Lo stallo si risolse soltanto nel 1879 quando, con la salita al potere della sinistra storica di Agostino Depretis, fu emanata la cosiddetta legge Baccarini. Tale legge, sostanzialmente, sanciva un compromesso tra le richieste delle due fazioni: veniva finalmente assegnata la concessione per costruire la Roma-Sulmona (come voluto da sulmonesi e SFM), ma la società non veniva sollevata dall'obbligo di costruire il tratto Aquila-Rieti; quest'ultima veniva confermata, ma la prosecuzione dopo Rieti non era più verso Passo Corese (come era stato chiesto della fazione reatino-aquilana), bensì verso Terni.
In breve furono avviati i cantieri. Nel 1883 venne inaugurata la linea aquilano-reatina, completando la linea Terni-Sulmona-Pescara, ossia quanto rimaneva del decaduto progetto iniziale della Pescara-Aquila-Roma.
Il tratto Roma-Sulmona, invece, venne completato e aperto all'esercizio nel 1888. In tale occasione si arrivò all'assetto definitivo della linea, che assorbì anche il tratto Sulmona-Pescara aperto quindici anni prima. La Roma-Sulmona divenne pertanto Roma-Sulmona-Pescara, assumendo il ruolo di principale via d'accesso all'Abruzzo, mentre il percorso della Terni-Sulmona-Pescara fu ridotto a Terni-Sulmona, relegandola a un ruolo esclusivamente locale e secondario. Inoltre venne compiuta una completa riorganizzazione del nodo di Sulmona, con spostamento e ricostruzione della stazione peligna: la nuova disposizione permetteva il collegamento diretto Pescara-Roma, anche se rendeva impossibile l'itinerario L'Aquila-Pescara, se non effettuando un'inversione di marcia. Si venne quindi a creare una linea unitaria da Roma a Pescara, collegamento prediletto tra la capitale e l'Abruzzo, il più breve a collegare Tirreno ed Adriatico.

### Esercizio

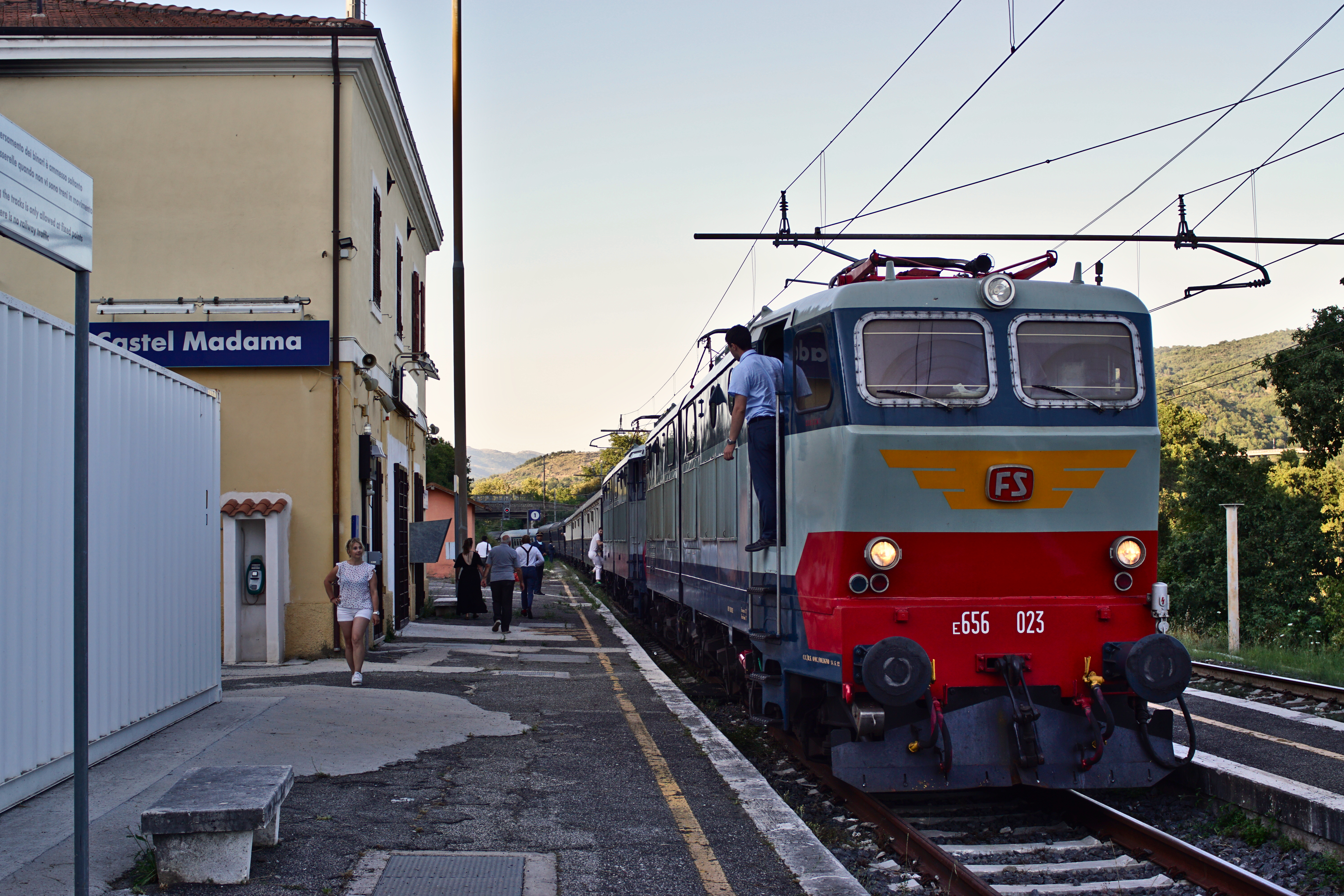
La stazione di Castel Madama

La tratta Roma-Sulmona fu sede, nel 1927, dell'attivazione sperimentale della trazione trifase a 10000 V e frequenza industriale di 45 Hz (in quegli anni la corrente alternata della rete in Centro Italia era a frequenza 45 Hz, mentre in Nord Italia era già a 50 Hz); la linea fu scelta perché caratterizzata da forti pendenze (fino al 31 per mille), della lunghezza di 172 km e con 20 km di gallerie. Il 28 ottobre 1928 fu elettrificata la tratta da Roma Prenestina a Tivoli e il 23 marzo 1929 il tratto fino a Sulmona. In seguito ai danni operati durante la seconda guerra mondiale dai nazisti in fuga (la linea si trovava proprio sulla linea di fuoco tra nazifascisti ed esercito alleato) la ferrovia fu semidistrutta e in pratica l'elettrificazione trifase a frequenza industriale fu danneggiata in modo irreparabile. In sede di ricostruzione della linea, le Ferrovie dello Stato optarono per la corrente continua a 3 000 V e tutti i locomotori che erano sopravvissuti ai danni bellici furono demoliti..

## Caratteristiche
La linea è elettrificata a 3000 V CC e attrezzata con SCMT nella sua interezza, ed è quasi interamente a semplice binario, con l’eccezione dei primi 20 km fra Roma Tiburtina e Bagni di Tivoli, a doppio binario. È attrezzata con BAcc e RSC 4 codici fino al PC Lunghezza-Aniene e con blocco elettrico conta-assi fino ad Avezzano e da Cocullo a Pescara. Il tratto da Avezzano a Cocullo, esercito in blocco elettrico manuale, è uno degli ultimi tre in Italia con questo regime di circolazione (gli altri due sono Paderno-Robbiate-Ponte San Pietro e Villasanta Parco-Costa Masnaga). La linea è in telecomando con sedi DCO a Roma e Pescara; fanno eccezione i tratti Avezzano-Sulmona e Bagni di Tivoli-Marcellina Palombara, eserciti in Dirigenza Centrale con sede a Roma.

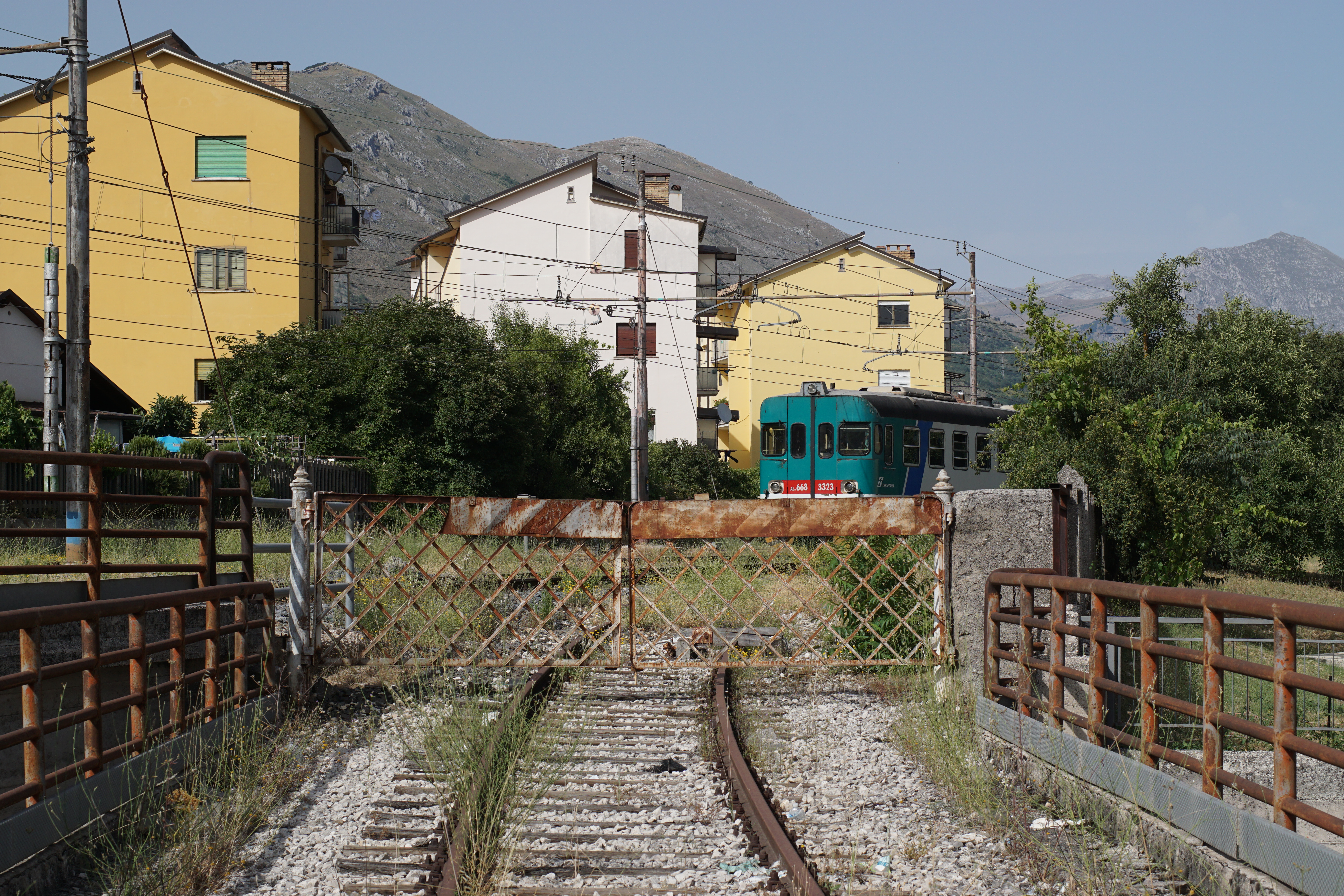
Stazione di Avezzano, in primo piano il binario del raccordo per la zona industriale marsicana

Stazione ferroviaria Montecelio-Sant'Angelo, poi Guidonia (1931)

Tra Roma e Tivoli la linea è denominata FL2 (FL2), con un cadenzamento semi-orario fino alla stazione di Bagni di Tivoli e con rinforzi nelle ore di punta.
Presso la stazione di Avezzano la linea si unisce alla linea per Roccasecca, mentre a Sulmona si unisce con le linee per Terni e Isernia.
Tra la stazione di Anversa-Villalago-Scanno e Bugnara, è presente al km. 162+240 il viadotto più lungo della linea, il Viadotto del Sagittario: posto in una curva con raggio di 300 m, fu interamente ricostruito (in calcestruzzo armato anziché in pietra e senza la strada posta sotto il piano del ferro che permetteva di attraversare la gola del Sagittario usando lo stesso ponte) dopo il conflitto, dopo essere stato fatto saltare da guastatori tedeschi (restò in piedi solo la pila 13, che fu comunque abbattuta in fase di ricostruzione). Il viadotto è chiamato dagli abitanti anche "Gran Ponte d'Italia" per via della sua maestosità.
La stazione di Pescara Porta Nuova funge da bivio tra la linea per Roma e quella per Bari; le due linee condividono il restante tratto fino alla stazione di Pescara.

### Percorso
| Head station |

| Unknown route-map component "dCONTgq" | Unknown route-map component "dABZq+l" | Unknown route-map component "ABZgr" + Unknown route-map component "KRWl" | Unknown route-map component "KRW+r" + Unknown route-map component "lDST~F" |  |

| Unknown route-map component "d" | Unknown route-map component "dABZg+l" | Unknown route-map component "KRZo" | Unknown route-map component "ABZql" + Unknown route-map component "lDST~G" | Unknown route-map component "ENDEeq" |

| Unknown route-map component "dCONTgq" | Unknown route-map component "dKRZo" | Unknown route-map component "KRZol" | Unknown route-map component "ABZq+l" + Unknown route-map component "PORTALf" | Unknown route-map component "CONTfq" |

| Unknown route-map component "dCONTgq" | Unknown route-map component "dKRZo" | Unknown route-map component "KRZo" | Unknown route-map component "tKRZ" | Unknown route-map component "CONTfq" |

| Unknown route-map component "d" | Unknown route-map component "dYRD" | Unknown route-map component "KRWg+l" | Unknown route-map component "tKRWre" |  |

| Unknown route-map component "d" | Unknown route-map component "dENDExe" | Straight track | Unknown route-map component "STR+l" | Unknown route-map component "CONTfq" |

| Unknown route-map component "exv-STR" | Straight track | Station on track |  |

| Unknown route-map component "d" | Unknown route-map component "exdABZg2" | Unknown route-map component "KRWgl" + Unknown route-map component "exSTRc3" | Unknown route-map component "KRWg+r" |  |

| Unknown route-map component "d" | Unknown route-map component "exdSTR+c1" | Unknown route-map component "eKRZ2+4" | Unknown route-map component "eBHF" + Unknown route-map component "exSTRc3" |  |

| Unknown route-map component "exv-STR" | Unknown route-map component "eSTR+c1" | Unknown route-map component "eABZg+4" |  |

| Unknown route-map component "exv-STR" | Unknown route-map component "BHF-L" | Unknown route-map component "BHF-R" |  |

| (2+941) |
| 4+256   |

| Unknown route-map component "exv-ENDEe" + Unknown route-map component "ELC" | Unknown route-map component "KRWgl+l" | Unknown route-map component "KRWgr+r" |  |

| Unknown route-map component "tSTRa" | Unknown route-map component "tSTRa" |

| Unknown route-map component "tSTR" | Unknown route-map component "tHST" |

| Unknown route-map component "tSTRe" | Unknown route-map component "tSTRe" |

| Straight track | Stop on track |

| Enter and exit tunnel | Unknown route-map component "tHSTae" |

|  | Straight track | Unknown route-map component "eKRWgl" | Unknown route-map component "exKRW+r" |

|  | Straight track | Unknown route-map component "eBHF" | Unknown route-map component "exDSTRa" |

| Unknown route-map component "exldINT" | Unknown route-map component "exdABZq+r" | Unknown route-map component "eKRZ" | Unknown route-map component "eABZgr" | Unknown route-map component "exDSTR" |

| Unknown route-map component "d" | Unknown route-map component "exdSTRl" | Unknown route-map component "eKRZhl" | Unknown route-map component "eKRZh" | Unknown route-map component "exhSTRr" |

| Enter and exit tunnel | Unknown route-map component "tHSTae" |

| Unknown route-map component "SKRZ-Au" | Unknown route-map component "SKRZ-Au" |

| Straight track | Unknown route-map component "eBHF" |

| Straight track | Stop on track |

| Straight track | Small non-passenger station on track |

| Non-passenger station/depot on track | Straight track |

| Unknown route-map component "CONTgq" | One way rightward + Unknown route-map component "BS2c2" | Unknown route-map component "BS2r" |  |

| Stop on track |

| Unknown route-map component "SKRZ-Au" |

| Unknown route-map component "HSTeBHF" |

| Unknown route-map component "bWBRÜCKE1" |

| Track change |

| Unknown route-map component "SKRZ-Au" |

| Station on track |

| Unknown route-map component "exKINTaq" | Unknown route-map component "eABZgr" |  |

| Unknown route-map component "uexCONTgq" | Unknown route-map component "emKRZo" | Unknown route-map component "uexCONTfq" |

| Unknown route-map component "eHST" |

| Unknown route-map component "eBHF" |

| Station on track |

| Station on track |

| Station on track |

| Unknown route-map component "+d" | Unknown route-map component "vSTR-ENDEa" | Unknown route-map component "ELC" |

| Unknown route-map component "d" | Unknown route-map component "vBHF" |

| Unknown route-map component "d" | Unknown route-map component "vSHI2g+l-" |

| Unknown route-map component "bWBRÜCKE1" |

| Small non-passenger station on track |

| Unknown route-map component "bWBRÜCKE1" |

| Unknown route-map component "exLCONTgq" | Unknown route-map component "eABZg+Lr" |  |

| Station on track |

| Unknown route-map component "exCONTgq" | Unknown route-map component "eABZgr" |  |

| Unknown route-map component "eBHF" |

| Station on track |

| Unknown route-map component "HSTeBHF" |

| Small non-passenger station on track |

| Unknown route-map component "STR+GRZq" |

| Unknown route-map component "HSTeBHF" |

| Station on track |

|  | Unknown route-map component "eLABZgl" + Straight track | Unknown route-map component "exLCONTfq" |

| Unknown route-map component "HSTeBHF" |

| Unknown route-map component "tSTRa" |

| Unknown route-map component "tSTRe" |

| Unknown route-map component "HSTeBHF" |

| Station on track |

| Stop on track |

| Station on track |

| Small non-passenger station on track |

|  | Unknown route-map component "eLABZg+l" + Straight track | Unknown route-map component "exLCONTfq" |

|  | Unknown route-map component "eABZg+l" | Unknown route-map component "exKINTeq" |

| Unknown route-map component "CONTgq" | Unknown route-map component "ABZg+r" |  |

| Station on track |

| Unknown route-map component "exKINTaq" | Unknown route-map component "exvSTR+r-" + Unknown route-map component "v-SHI2gr" | Unknown route-map component "+d" |

| Unknown route-map component "vENDEe-STR" | Unknown route-map component "d" |

| Small non-passenger station on track |

| Station on track |

| Stop on track |

| Unknown route-map component "HSTeBHF" |

| Station on track |

| Unknown route-map component "HSTeBHF" |

| Unknown route-map component "BRK3" |

| Unknown route-map component "BRK3" |

| Station on track |

| Unknown route-map component "tSTRa" |

| Unknown route-map component "tGIPl" |

| Unknown route-map component "tSTRe" |

| Station on track |

| Unknown route-map component "tSTRa" |

| Unknown route-map component "tSTRe" |

| Unknown route-map component "BRK3" |

| Unknown route-map component "BRK3" |

| Unknown route-map component "HSTeBHF" |

| Enter and exit tunnel |

| Unknown route-map component "BRK3" |

| Unknown route-map component "BRK3" |

| Small non-passenger station on track |

| Unknown route-map component "BRK3" |

| Unknown route-map component "SKRZ-Au" |

| Unknown route-map component "v-SHI2gr" | Unknown route-map component "d" |

| Unknown route-map component "vDST" | Unknown route-map component "d" |

| Unknown route-map component "ELC" | Unknown route-map component "vENDEe-STR" | Unknown route-map component "+d" |

| Unknown route-map component "hbKRZWae" |

| Enter and exit tunnel |

| Small non-passenger station on track |

| Unknown route-map component "CONTgq" | Unknown route-map component "BS2+l" + Unknown route-map component "STR+r" | Unknown route-map component "BS2c4" |  |

| Station on track |

| 171+937 |
| 67+660  |

| Unknown route-map component "WCONTfaq" | Small bridge over water | Unknown route-map component "WCONTgeq" |  |

|  | Unknown route-map component "ABZgl" | Unknown route-map component "ABZq+l" | Unknown route-map component "CONTfq" |

| 68+925 |
| 0+635  |

| Straight track | Unknown route-map component "HSTeBHF" |

| Unknown route-map component "bSHI2+lr" |

| 0+000  |
| 66+327 |

| Unknown route-map component "bWBRÜCKE1" |

| Station on track |

| Unknown route-map component "eHST" |

| Unknown route-map component "eBHF" |

| Unknown route-map component "bWBRÜCKE1" |

| Station on track |

| Unknown route-map component "WCONTfaq" | Small bridge over water | Unknown route-map component "WASSER+r" |

|  | Unknown route-map component "SKRZ-Au" | Water |

| Unknown route-map component "WASSER+l" | Small bridge over water | Water straight and to right |

| Water | Station on track |  |

| Water | Unknown route-map component "SKRZ-Au" |  |

| Water | Unknown route-map component "eHST" |  |

| Water | Station on track |  |

| Water | Unknown route-map component "SKRZ-Au" |  |

| Unknown route-map component "WASSERl" | Small bridge over water | Unknown route-map component "WASSER+r" |

|  | Stop on track | Water |

|  | Station on track | Water |

| Unknown route-map component "WCONTfaq" | Small bridge over water | Water straight and to right |

| Unknown route-map component "SKRZ-Au" |

| Unknown route-map component "HSTeBHF" |

| Unknown route-map component "exKINTaq" | Unknown route-map component "eABZgr" |  |

| Unknown route-map component "bWBRÜCKE1" |

| Unknown route-map component "SKRZ-Au" |

| Station on track |

|  | Unknown route-map component "ABZg+l" | Unknown route-map component "KINTeq" |

| Unknown route-map component "exKBHFa" | Station on track |  |

| Unknown route-map component "exCONTr+g" | Straight track |  |

| Stop on track |

| Unknown route-map component "SKRZ-Au" |

| Non-passenger station/depot on track |

| Unknown route-map component "+d" | Unknown route-map component "eABZg+l" | Unknown route-map component "exdENDEeq" | Unknown route-map component "ELC" |

|  | Unknown route-map component "eABZg2" | Unknown route-map component "exSTRc3" |

|  | Stop on track + Unknown route-map component "exSTRc1" | Unknown route-map component "exSTR+4" |

| Unknown route-map component "CONT2" | Unknown route-map component "STRc3" + Unknown route-map component "eSTR+c2" | Unknown route-map component "exSTR3" |

| Unknown route-map component "STRc1" | Unknown route-map component "ABZg+4x1" | Unknown route-map component "exSTRc4" |

| Unknown route-map component "HSTeBHF" |

| 0+667   |
| 351+309 |

| Unknown route-map component "bWBRÜCKE1" |

| Station on track |

| Continuation forward |

### Raddoppio del tracciato

#### Raddoppi attivati
Di tutti i 240 km totali dell'intero percorso, solo 15,2 km sono stati raddoppiati. Nel 2005 è stato attivato il doppio binario nel tratto compreso tra Roma Prenestina e Salone, mentre dal 2007 è a doppio binario il tratto fra Salone e Lunghezza. Dal 2011 sono iniziati lavori per il raddoppio del tratto tra Lunghezza e Guidonia: il termine, inizialmente stimato per il 2014, è slittato più volte e, salvo ulteriori proroghe.
Il 26 luglio 2025 è stato attivato il raddoppio tra Lunghezza e Bagni di Tivoli, mentre dal 5 agosto dello stesso anno è inaugurato e operativo.

## Progetti di raddoppio
Nel 2020 il Ministero delle infrastrutture e dei trasporti, le regioni Abruzzo e Lazio e RFI hanno sottoscritto un protocollo di intesa per la costituzione di un gruppo di lavoro per il potenziamento del collegamento ferroviario Roma-Pescara che ha suddiviso in vari lotti i lavori previsti per il raddoppio e la velocizzazione dell'intera linea, con un costo stimato in 15,9 miliardi di euro e previsione di completamento dei lavori per il 2032.
L’intervento sulla tratta Sulmona-Chieti, che interessa circa 50 kilometri di linea è stato suddiviso in quattro tratte funzionali, di cui le tratte Interporto-Manoppello e Manoppello-Scafa sono state interessate dal un processo di dibattito pubblico. Nel 2021 è stato approvato il progetto di fattibilità tecnico-economica (PFTE).

### Lotto Pescara - Interporto d'Abruzzo
La tratta Pescara-Chieti-Interporto d’Abruzzo si estende per una lunghezza di circa 16 km e prevede un raddoppio della linea in stretto affiancamento al tracciato esistente con diverse rettifiche di tracciato, eliminazione di passaggi a livello, la costruzione della fermata Pescara Aeroporto e l'interramento di circa 500 metri di linea presso San Giovanni Teatino, per un costo previsto di circa 792,4 milioni di euro.

### Lotto Interporto d'Abruzzo - Manoppello-Scafa
L'intervento nella tratta Interporto d'Abruzzo - Manoppello prevede il raddoppio dei binari sia in affiancamento alla linea esistente, con diverse rettifiche di tracciato, che su nuovi tracciati in variante, l'installazione di barriere antirumore e la riqualificazione delle stazioni di Manoppello e Alanno.
Con la decisione del consiglio europeo del 8 dicembre 2023, diversi lavori previsti per la velocizzazione della Roma - Pescara sono usciti dai finanziamenti previsti dal PNRR, tuttavia il CIPESS, nella seduta del 29 febbraio 2024, ha approvato l'assegnazione di nuove risorse provenienti dal Fondo per lo sviluppo e la coesione.
Il costo complessivo dei lotti Interporto d’Abruzzo-Manoppello e Manoppello-Scafa è di 951 milioni di euro; i primi cantieri sono stati aperti ad aprile 2025, e il completamento dei lavori è previsto entro il 2026, con attivazione nel 2027.

## Traffico
I treni in servizio sulla linea sono classificati come regionali e regionali veloci. Presso le stazioni di Tivoli, Valle dell'Aniene-Mandela-Sambuci, Carsoli, Tagliacozzo, Avezzano, Sulmona e Chieti fermano tutti i treni passeggeri in transito. Il tempo di percorrenza tra Roma e Pescara è di circa 3 ore e 20 minuti. Inoltre effettuano servizio anche linee di bus sostitutive.
Tutti i treni in servizio sono svolti con: semipilota MDVC, 3 o 4 carrozze MDVE e locomotiva E.464; automotrici elettriche TAF (a partire dalla seconda metà del 2020 nel tratto Roma-Avezzano); ETR 104 Pop (una coppia al giorno tra Roma e Pescara operata dal Trasporto Unico Abruzzese); Minuetto o ETR 324 Jazz; automotrici a gasolio Aln 668 serie 3300 (sporadicamente effettuate in alcune relazioni tra Avezzano e Sulmona).
Fino al 2002 hanno effettuato servizio anche due coppie di InterCity (Amiternus e Gianicolo), svolti con ETR.220.